# Mari (ciudad)
Mari (del sumerio: 𒈠𒌷𒆠 ‘ma-riki’) en árabe: تل حريري‎ Tall al-Ḥarīrī) fue una antigua ciudad-estado situada al noroeste del Éufrates en la actual Tell Hariri en Siria. Estuvo habitada desde el V milenio a. C. y su etapa de máximo esplendor fue entre el 2900 a. C. al 1798 a. C., época en la que fue saqueada por Hammurabi. En la Biblia, Abraham pasó a través de Mari en su viaje de Ur a Harán.

## Descubrimiento y excavación

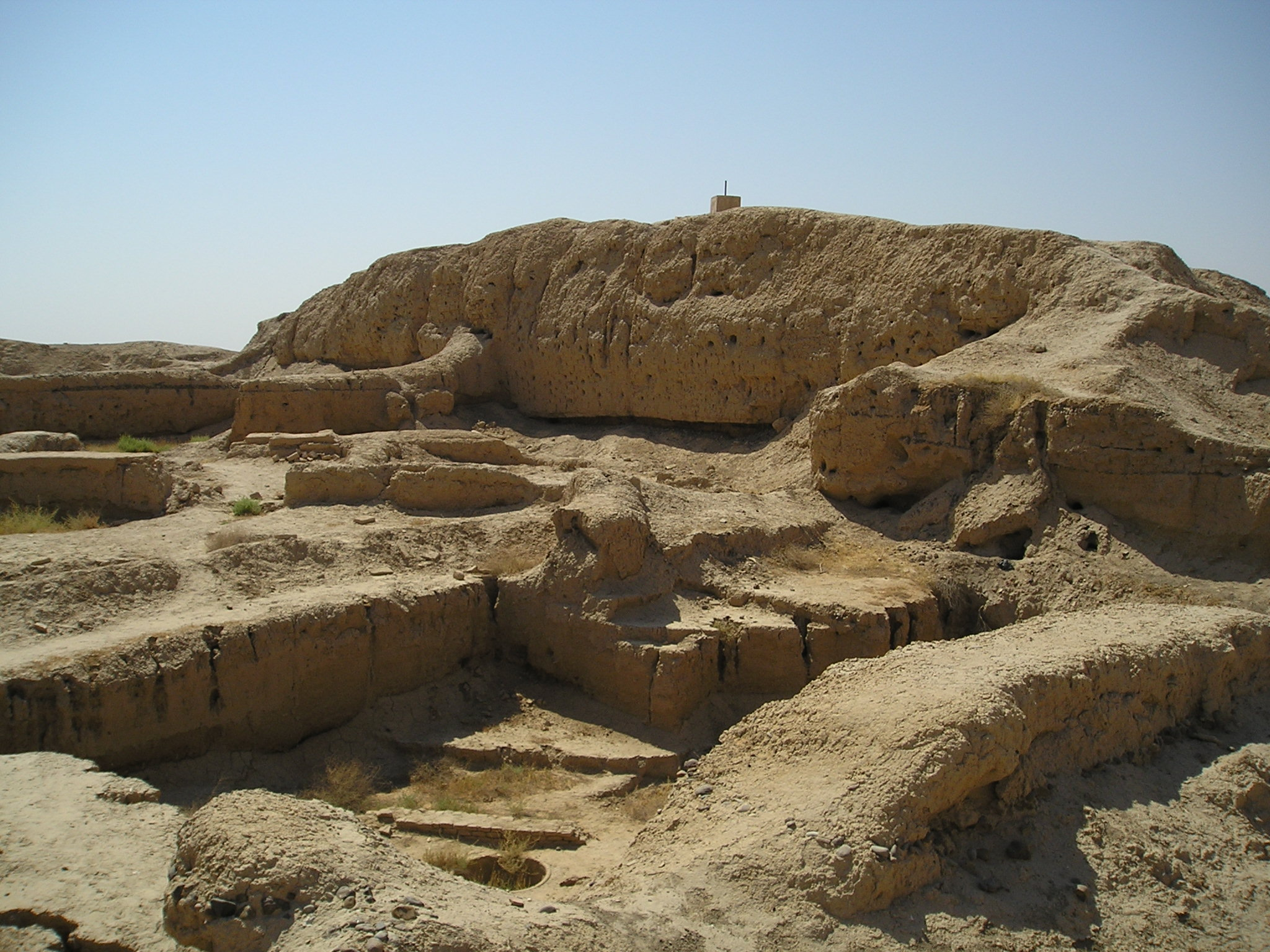
Vista parcial de las ruinas de Mari que muestran un zigurat cerca del palacio de Zimri-Lim.

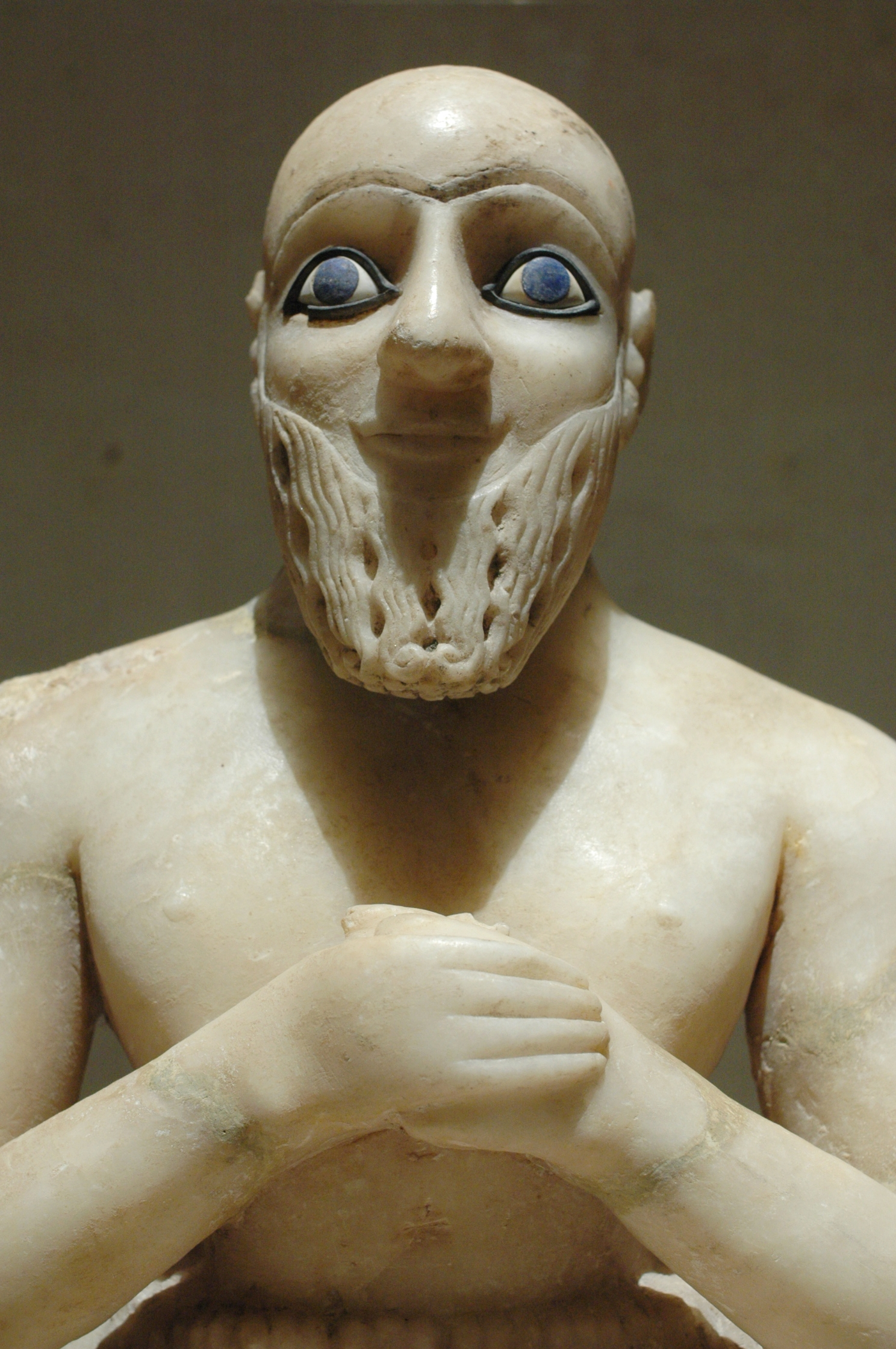
Estatua del superintendente Ebih II, dirigente del reino de Mari,, Museo del Louvre.

Mari fue descubierta en 1933 al este del flanco sirio, cerca del límite del actual Irak. Una tribu beduina estaba excavando un montículo para construir una tumba donde enterrar un difunto recientemente fallecido cuando encontraron la cabeza de una estatua. Después de que esta noticia llegase a las autoridades francesas que en ese momento tenían el control de Siria, el informe fue estudiado y comenzaron las excavaciones en el lugar poco después, el 14 de diciembre de 1933 por los arqueólogos del Louvre de París. Los descubrimientos llegaron rápido y el templo de Ishtar fue descubierto en solo un mes. Los arqueólogos clasificaron a Mari como «el lugar más al oeste de la cultura mesopotámica». Desde el principio de las excavaciones, alrededor de 25 000 tablillas cuneiformes fueron encontradas.
Mari ha sido excavada cada año desde 1933 (excepto entre 1939-1951). Menos de la mitad de los 1000 por 600 metros de área de Mari habían sido desenterrados en el 2005. Aunque los arqueólogos han tratado de determinar cuantos niveles de profundidad posee, esto no ha sido posible. De acuerdo con el arqueólogo francés Andre Parrot, «cada vez que comienza una excavación vertical para conocer la historia del sitio bajo al suelo virgen, se hace algún descubrimiento importante que hace reanudar las excavaciones horizontales».

## Historia
Mari ha sido habitada desde el quinto milenio antes de Cristo, pero su mayor importancia fue durante el tercer y segundo milenio a. C. La población de Mari era semita, seguramente formada por la misma migración que la de los eblaítas y acadios.

### Primera edad dorada
A partir del 2900 a. C. la ciudad floreció debido a que se convirtió en un punto importante a nivel estratégico entre las ciudades sumerias de la baja Mesopotamia y las ciudades del norte de Siria. Sumer necesitaba materiales de construcción como madera y piedras del norte de Siria, y estos materiales tenían que pasar por Mari para llegar a Sumer.

### Primera destrucción
Después de este importante periodo, Mari fue destruida alrededor del 2350 a. C. Esta destrucción llegó en un periodo de declive de relativa importancia en la región, en el cual la ciudad había quedado reducida a poco más que un pequeño poblado. Los historiadores tienen diversas opiniones sobre quien destruyó la ciudad; algunos dicen que fue Sargón de Acad (quien mencionó que pasó a través de Mari en su famosa campaña en el oeste), mientras otros dicen que fueron los eblaítas, tradicionalmente rivales comerciales de Mari.

### Segunda edad dorada
La ciudad revivió de nuevo bajo una dinastía amorrea. Esta segunda edad dorada comenzó alrededor del 1900 a. C. como fue documentado gracias a dos descubrimientos arqueológicos importantes. El primero fue el palacio de Zimri-Lim, último rey de Mari, que tenía aproximadamente 300 habitaciones. El palacio posiblemente fue el mayor de su época, y tuvo una gran reputación en las ciudades y reinos vecinos. Supuestamente, el rey Yahmad de Alepo y el rey de Ugarit expresaron su deseo de visitar el palacio y comprobar su esplendor con sus propios ojos. El otro descubrimiento importante fueron los archivos estatales donde se encontraron unas 25 000 tablillas cuneiformes. Según Andre Parrot, «esto ha traído consigo una revisión completa de la historia del Cercano Oriente antiguo, con más de 500 nuevos topónimos, que conllevan rediseñar el mapa geográfico del mundo antiguo».

### Destrucción final

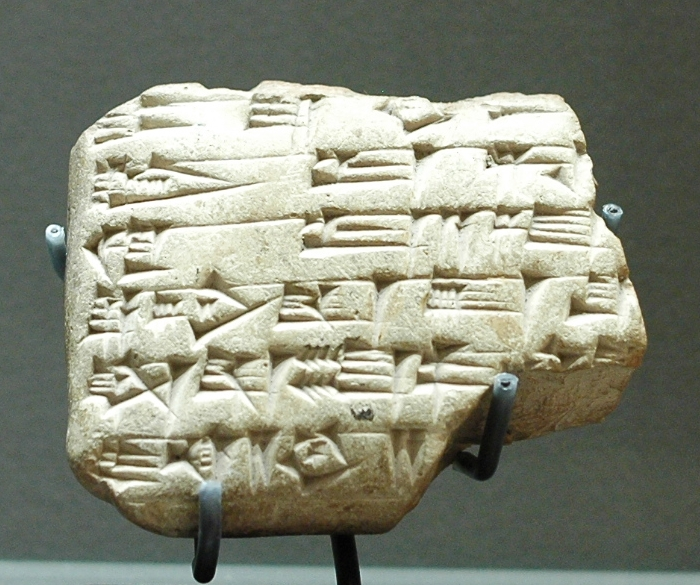
Una de las tablillas de Zimri-Lim. rey de Mari, que data del

Mari fue destruida por Hammurabi en el c. 1760–1755 a. C. Esto es sabido gracias a las numerosas tablillas de los archivos estatales que cuentan como Hammurabi traicionó a su antiguo aliado Zimri-Lim, y lo derrotó en una batalla. Después de esta destrucción, la ciudad fue habitada por asirios y babilonios, pero su tamaño fue el de una aldea hasta la llegada de los griegos cuando desapareció de la historia para siempre.

## Economía
El crecimiento de la ciudad desde un pequeño poblado a un importante centro comercial se debió a su diversidad económica en el mundo antiguo. La ciudad llegó a controlar las rutas comerciales entre diferentes regiones como el oeste de Irán, Mesopotamia, Karkemish y parte de Anatolia. Algunas de las ciudades en las que se ha confirmado el comercio con Mari son Ur, Alepo y Ugarit. Mari comerció con diversos productos, tales como aceitunas, cerámica, vidrio esmaltado, cereales, madera y piedra.

## Cultura y religión
Los ciudadanos de Mari fueron bien conocidos por su elaborado estilo de pelo y su ropa, y eran considerados parte de la cultura mesopotámica a pesar de estar a más de 250 kilómetros de Babilonia. Algunos argumentan que Mari funcionaba como puesto comercial para la Mesopotamia inferior.
Los habitantes de Mari adoraban a un extenso panteón de dioses y diosas sumerios. Un dios importante era Dagón, el dios de las tormentas, que tenía un templo entero dedicado a él. Otros dioses que recibían gran culto eran Ishtar, diosa de la fertilidad, y Shamash, deidad del sol. Shamash era un dios muy importante (hijo de Anu). Se creía que era el dios que lo sabía y lo veía todo y en muchos sellos cilíndricos es representado de pie entre varias puertas grandes. Según la leyenda de Gilgamesh, estas puertas se encuentran en medio del monte Mashu, y son las puertas del cielo. A través de la extensa red comercial de Mari, estos llevaron los dioses y diosas sumerios a ciudades no sumerias tales como Ebla y Ugarit siendo incorporados a sus religiones nativas.

## Reyes
- Anbu antes del 2600 a. C.
- Anba c. 2600 a. C.
- Bazi c. 2590 a. C.
- Zizi c. 2560 a. C.
- Limer c. 2540 a. C.
- Carrum-iter c. 2500 a. C.
- Ilshu. c. 2500-c. 2480 a. C.
- Lamgi-Mari c. 2480-c. 2450 a. C.
- Ikun-Shamash c. 2450-c. 2445 a. C.
- Ikun-Shamagan c. 2445-c. 2425 a. C.
- Iblul-Il c. 2425-c. 2400 a. C.
- Desconocidos c. 2400-2260 a. C.

a Sargon I de Acad y sucesores. 2334 -c.2100 a. C. (ver Acad)
Ocupada por los amorreos después del 2100 a. C.
- Reyes amorreos desconocidos 2100-1830 a. C.
- Ibit-Lim (datos desconocidos entre 2100 y 1830 a. C.)
- Iaggidim 1830-1820 a. C.
- Yahdun-Lim 1820-1798 a. C.
- Sumu-Iaman 1798-1796 a. C.

a Asiria 1796 a. C.
- Iasmakh-Adad 1796-1782 a. C.
- Zimri-Lim 1782-1759 a. C.

a Babilonia 1759-1595 a. C.